# Конституція Республіки Молдова
Конституція Республіки Молдова (рум. Constituţia Republicii Moldova) — основний закон Республіки Молдова, що визначає її суспільний і державний устрій, порядок і принципи утворення представницьких органів влади, виборчу систему, права і обов'язки громадян. Поточна версія була прийнята парламентом 29 липня 1994.

## Структура
Конституція складається з семи розділів:
- Основні принципи
- Основні права, свободи та обов'язки
- Органи державної влади
- Національна економіка і державні органи
- Конституційний суд
- Огляд Конституції
- Перехідні та прикінцеві положення